# Bozouls
 Bozouls  (en occitano: Boason) es una población y comuna francesa, situada en la región de Occitania, departamento de Aveyron, en el distrito de Rodez. Es el chef-lieu del cantón de Bozouls.

## Demografía
| 1616 | 1701 | 1817 | 2032 | 2060 | 2329 | 2723 |
| Para los censos de 1962 a 1999 la población legal corresponde a la población sin duplicidades (Fuente: INSEE [Consultar]) |      |      |      |      |      |      |